# Wulfsige II. (Sherborne)
Wulfsige II. († 958) war Bischof von Sherborne. Er wurde 943 zum Bischof geweiht und trat sein Amt im selben Jahr an. Er starb 958.